# Cawayan

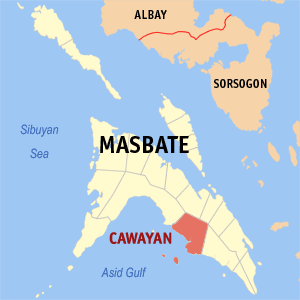
Bản đồ Masbate với vị trí của Cawayan

Cawayan là một đô thị hạng 3 ở tỉnh Masbate, Philippines. Theo điều tra dân số năm 2015 của Philipin, đô thị này có dân số 67.033 người trong.

## Các đơn vị hành chính
Cawayan được chia ra 37 barangay.
| - Begia - Cabayugan - Cabungahan - Calapayan - Calumpang - Dalipe - Divisoria - Guiom - Gilotongan - Itombato - Libertad - Looc - Mactan | - Madbad - R.M. Magbalon (Bebihan) - Mahayahay - Maihao - Malbug - Naro - Pananawan - Poblacion - Pulot - Recodo - San Jose - San Vicente | - Taberna - Talisay - Tuburan - Villahermosa - Chico Island - Lague-lague - Palobandera - Pena Island - Pin-As - Iraya - Punta Batsan - Tubog |